# Mabitac
Mabitac est une municipalité de 5e classe de la province de Laguna, aux Philippines.
Selon le recensement de 2010, elle est peuplée de 18 618 habitants.

## Barangays
Mabitac est divisée en 15 barangays :
- Amuyong
- Lambac
- Lucong
- Matalatala
- Nanguma
- Numero
- Paagahan
- Bayanihan
- Libis ng Nayon
- Maligaya
- Masikap
- Pag-Asa
- Sinagtala
- San Antonio
- San Miguel

## Histoire
La ville se nommait à l'origine Mabitag, ce qui signifie « endroit avec beaucoup de pièges ». Quand les Espagnols se sont établis aux Philippines, ils l'ont appelée Mabitac, car ils avaient du mal à prononcer le G final. Mabitac devient une municipalité en 1611. 
Le 17 septembre 1900, Mabitac fut le site d'une bataille remportée par les Philippins lors de la guerre américano-philippine. En 1942, pendant la Seconde Guerre mondiale, les Japonais occupèrent Mabitac. En 1945, ils furent vaincus par les forces philippines du Commonwealth et de la guérilla lors de la deuxième bataille de Mabitac.

## Démographie
| Année | Habitants | Évolution |
| ----- | --------- | --------- |
| 1990  | 11 444    | —         |
| 1995  | 13 309    | 2,87 %    |
| 2000  | 15 097    | 2,74 %    |
| 2007  | 17 608    | 2,14 %    |
| 2010  | 18 618    | 2,05 %    |